# Alois Krchňák
Alois Krchňák (6. prosince 1922, Světlá u Boskovic – 29. srpna 2008, Brno) byl římskokatolický kněz působící v exilu a badatel v oblasti husitství. Na kněze byl vysvěcen 4. března 1950 v Římě.

## Ocenění
U příležitosti stého výročí založení boskovického gymnázia zastupitelstvo města udělilo 24. června 2000 Aloisi Krchňákovi Čestné občanství města Boskovice.

## Dílo
- KRCHŇÁK, Alois. De vita et operibus Ioannis de Ragusio. 1. vyd. Roma: Lateran University Press, 1960. 107 s. (latinsky)
- KRCHŇÁK, Alois. Čechové na basilejském sněmu. 2., doplněné vyd. Svitavy: Trinitas, 1997. 299 s. (Křesťanská akademie - Studium, 92). ISBN 80-86036-01-4.